# 维姆·梅尔滕斯

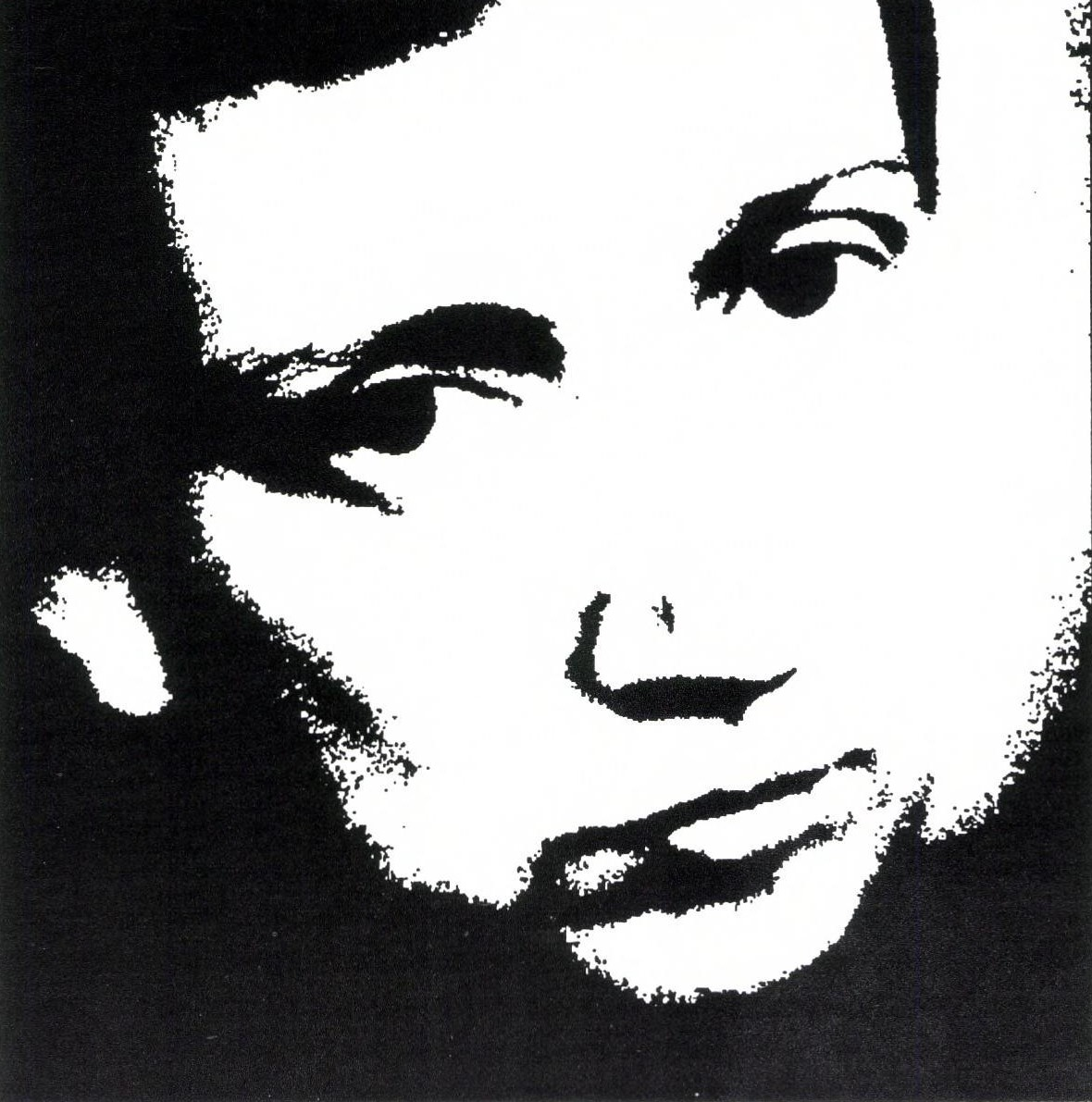
维姆·梅尔滕斯 (1990)

维姆·梅尔滕斯（荷蘭語：Wim Mertens，1953年5月14日—），比利时佛兰德区的作曲家，男高音歌唱家，钢琴家，吉他手和音乐理论家。

## 生平
梅尔滕斯生于比利时内佩尔特，青年时期曾在在荷语天主教鲁汶大学学习社会政治科学（于1975年毕业）；在根特大学学习音乐学；他也在根特和布鲁塞尔皇家音乐学校（Royal Conservatories of Ghent and Brussels）学习音乐理论和钢琴。
1978年，它成为当时的比利时广播电视的一位制片人。
作为20世纪70年代后期知名的作曲家，梅尔滕斯以其作品Struggle for Pleasure为公众熟知。他还以为Jan Fabre首次在1984年的意大利威尼斯公演的戏剧The Power of Theatrical Madness做的插曲"Maximizing the Audience"而闻名。